# Trichogramma distinctum
Trichogramma distinctum is een vliesvleugelig insect uit de familie Trichogrammatidae. De wetenschappelijke naam is voor het eerst geldig gepubliceerd in 1988 door Zucchi.